# Felsőköröskény

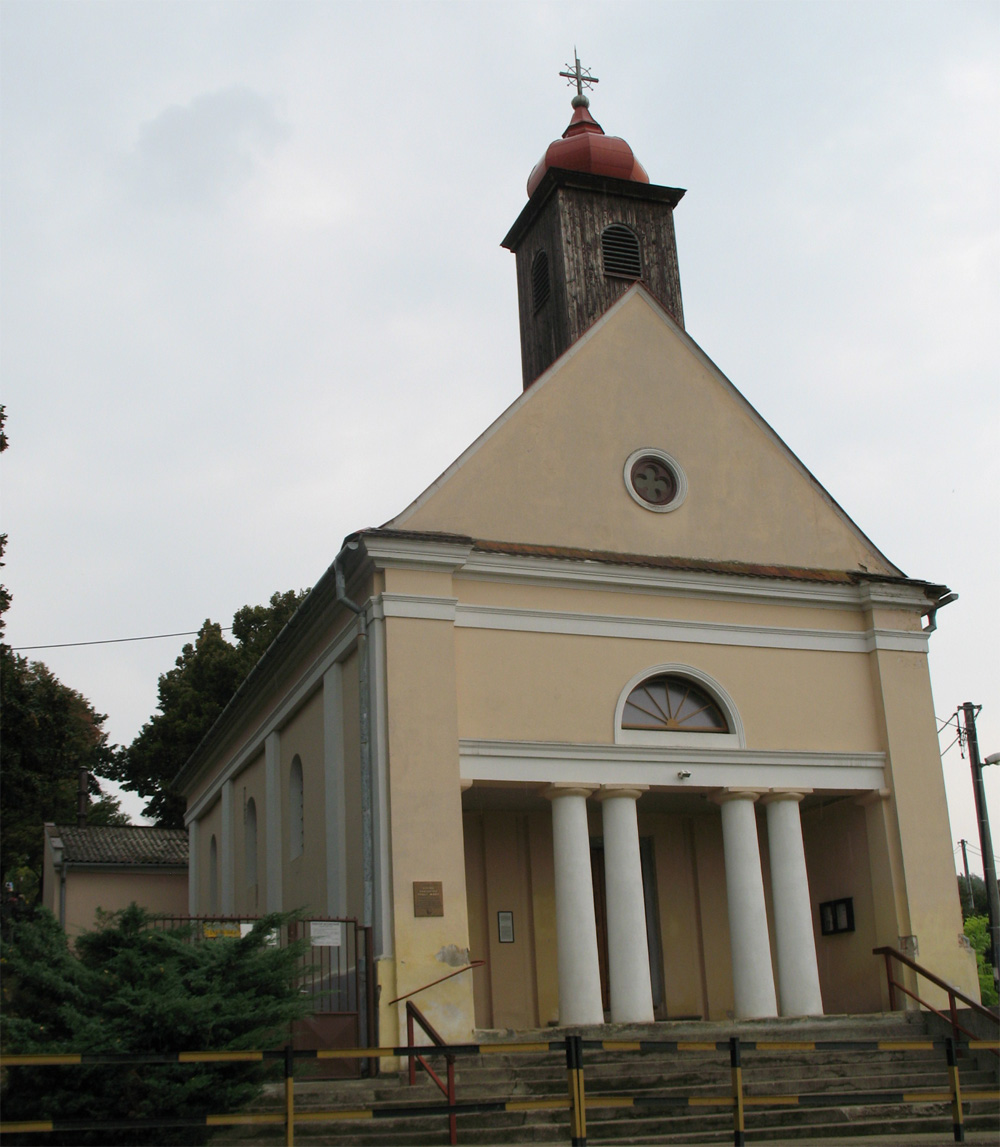
A templom

Felsőköröskény (szlovákul: Horné Krškany) Nyitra városrésze, egykor önálló falu Szlovákiában, a Nyitrai kerületben, a Nyitrai járásban.

## Fekvése
Nyitra központjától 3 km-re délre, a Nyitra folyó jobb partján fekszik.

## Története
A régészeti leletek tanúsága szerint területén már a kőkorszakban is éltek emberek.
1242-ben "Keresken" néven említik először. Királyi birtok, majd a 13. század második felétől a zoborhegyi bencés apátság birtoka. 1289-ben már a Kereskényi család első őse, Tiborc comes birtoka. A 18. században a Takács, a Kereskényi, a Horváth, a Koncsek és Hunyady családok voltak birtokosok a faluban.
Fényes Elek szerint: "Alsó- és Felső-Köröskény, Nyitra m. két egymás mellett lévő tót falu, a Nyitra jobb partján, Nyitrától csak egy órányira délre. Az első számlál 791 kath., 37 zsidó lak., s van benne kath. paroch. templom; a második 783 kath., 14 zsidó lak. Rétei jók; van erdeje és szőlőhegye. F. u. többen."
Nyitra vármegye monográfiája szerint: "Felső-Köröskény, Nyitrával szomszédos község, a várostól délre, a Nyitra jobb partján, Alsó-Köröskény felett. Lakosainak száma 524, akik közül 115 magyar, 400 tót, de ezek egy része már megmagyarosodott. Vallásuk r. kath. Posta-, táviró- és vasúti állomása Nyitra. Temploma, mely javításra szorul, jelenleg hatóságilag be van zárva. A község 1240-ben királyi birtok volt. Későbbi földesurai az Ordódy, Zelinka, Lieszkovszky, Vályi, Boróczy, Vancsay és Palásthy családok voltak."
A trianoni békeszerződésig Nyitra vármegye Nyitrai járásához tartozott. 1936. május 30-án nagy jégeső károsította meg Nyitrát, valamint Alsó-, Felsőköröskény, Berencs, Cabajcsápor, Csekej, Nagyemőke, Nagycétény, Nyitracsehi, Nyitraegerszeg, Salgó, Tormos, Ürmény, Üzbég, Vicsáp és Apáti, illetve Zobordarázs falvakat.
1961-óta Nyitra része.

## Népessége
1880-ban 336 szlovák és 53 magyar anyanyelvű lakosa volt.
1890-ben 400 szlovák és 115 magyar anyanyelvű lakta.
1900-ban 378 szlovák és 103 magyar anyanyelvű lakta.
1910-ben 497 lakosából 404 szlovák és 73 magyar anyanyelvű volt.
1921-ben 517 lakosából 470 csehszlovák és 31 magyar lakta.
1930-ban 712 csehszlovák és 4 magyar lakta.

## Híres emberek
- Marcel Horniak – szalézi szerzetes pap.[5]
- Itt hunyt el 1883-ban Egry Antal mezőgazdász, gyümölcskertész.

## Nevezetességei
- A Szeplőtelen Szűz tiszteletére szentelt, római katolikus temploma a 13. század második felében épült gótikus stílusban. Az utolsó vacsorát és a zoborhegyi bencés apátságot ábrázoló freskói a templom építésének korából származnak. Kiemelkedő művészeti színvonaluk mellett a freskók egyike régészeti szempontból is jelentős, mivel a Szent István idejében alapított zoborhegyi bencés apátság ma már nem létező kolostorának egyetlen fennmaradt ábrázolásaként tartják számon. A templom berendezése 18. századi. A 19. században átépítették.
- 19. századi klasszicista kúriája.
- Itt található a Nyitrai Levéltár egyik fiókja.

## Külső hivatkozások
- A templom Nyitra város honlapján Archiválva 2007. május 14-i dátummal a Wayback Machine-ben
- Felsőköröskény Szlovákia térképén